# مالكوم بارنويل
مالكوم بارنويل (بالإنجليزية: Malcolm Barnwell)‏ هو لاعب كرة قدم أمريكية أمريكي، ولد في 28 يونيو 1958 في تشارلستون في الولايات المتحدة.

## وصلات خارجية
- مالكوم بارنويل على موقع مرجع كرة القدم المحترفة.كوم (الإنجليزية)